# Nihonmatsu Yoshitsugu
Nihonmatsu Yoshitsugu est un nom japonais traditionnel ; le nom de famille (ou le nom d'école), Nihonmatsu, précède donc le prénom (ou le nom d'artiste).
Nihonmatsu Yoshitsugu (二本松 義継, 1552-29 novembre 1585) est un daimyo de la période Sengoku, 14e chef du clan Nihonmatsu (branche du clan Hatakeyama) de la province de Mutsu. D'abord opposé à Date Terumune, puis à son fils Masamune, il se distingue en enlevant le père, daimyo retiré, lors de ce qui devait une discussion de paix. Masamune l'apprenant, il poursuit Yoshitsugu et le tue, le père ayant demandé au fils de faire tirer ses troupes au prix de sa propre vie.

## Source de la traduction
- (en) Cet article est partiellement ou en totalité issu de l’article de Wikipédia en anglais intitulé « Nihonmatsu Yoshitsugu » (voir la liste des auteurs).